# Caroline Cruveillier
Caroline Cruveillier, née le 23 mars 1998 à Istres est une boxeuse française qui combat en poids coqs (moins de 54 kg). Double championne d'Europe et vice-championne du monde, elle est l'un des grands espoirs de médaille de Paris 2024. 

## Biographie
Caroline est née le 23 mars 1998 à Istres. Attirée par le sport dès son plus jeune âge, elle s'essaie à plusieurs disciplines telles que la GRS, le judo, le ping-pong et l'équitation. Elle découvre la boxe anglaise dans le club de sa ville grâce à son frère et s'y inscrit à l'âge de 12 ans. Quelques mois plus tard, elle commence les compétitions. Dès sa première année, elle est vice-championne de France cadette et intègre l'équipe de France Espoir avec laquelle elle enchaine les stages.  
Après 4 ans avec l'équipe de France espoir, elle intègre l'équipe de France Olympique. Un an après, elle participe à sa première compétition et les titres d'accumulent. D'abord championne d'Europe U22 en 2019, battant en finale la Russe Anastasiia Artamonova, elle est ensuite médaillée de bronze aux championnats d'Europe Elite et puis vice-championne du monde en Russie. 
Soutenue par la FDJ Sport Factory, Caroline Cruveillier peut accélérer et fixer des objectifs toujours plus hauts. 
L'année 2020 est une année blanche en termes de compétitions mais une année de concentration et de préparation pour Caroline Cruveillier. Elle revient fort en 2021 en remportant à nouveau le titre de championne d'Europe U22. 
Elle devient un des plus sérieux espoirs de médaille pour Paris 2024. 
En parallèle de sa carrière sportive, elle obtient un BAC dans les ressources humaines et un DUT GEA (gestion des entreprises et des administrations) option "Ressources humaines" à l'IUT d'Aix-en-Provence en 2019.

## Palmarès

### Championnats d'Europe U-22
- Championne d'Europe U22 en 2019 (poids coqs, -54 kg)
- Championne d'Europe U22 en 2021 (poids coqs, -54 kg)

### Championnats du monde
- Médaille d'argent aux championnats du monde de 2019 (poids coqs, -54 kg)

### Championnats d'Europe
- Médaille de bronze en -54 kg en 2019 à Alcobendas, Espagne

### Championnats de France
- Championne de France 2019 (poids coqs, -54 kg)
- vice Championne de France 2020 (57 kg)

### Tournoi de présélection pour les J.O. 2024

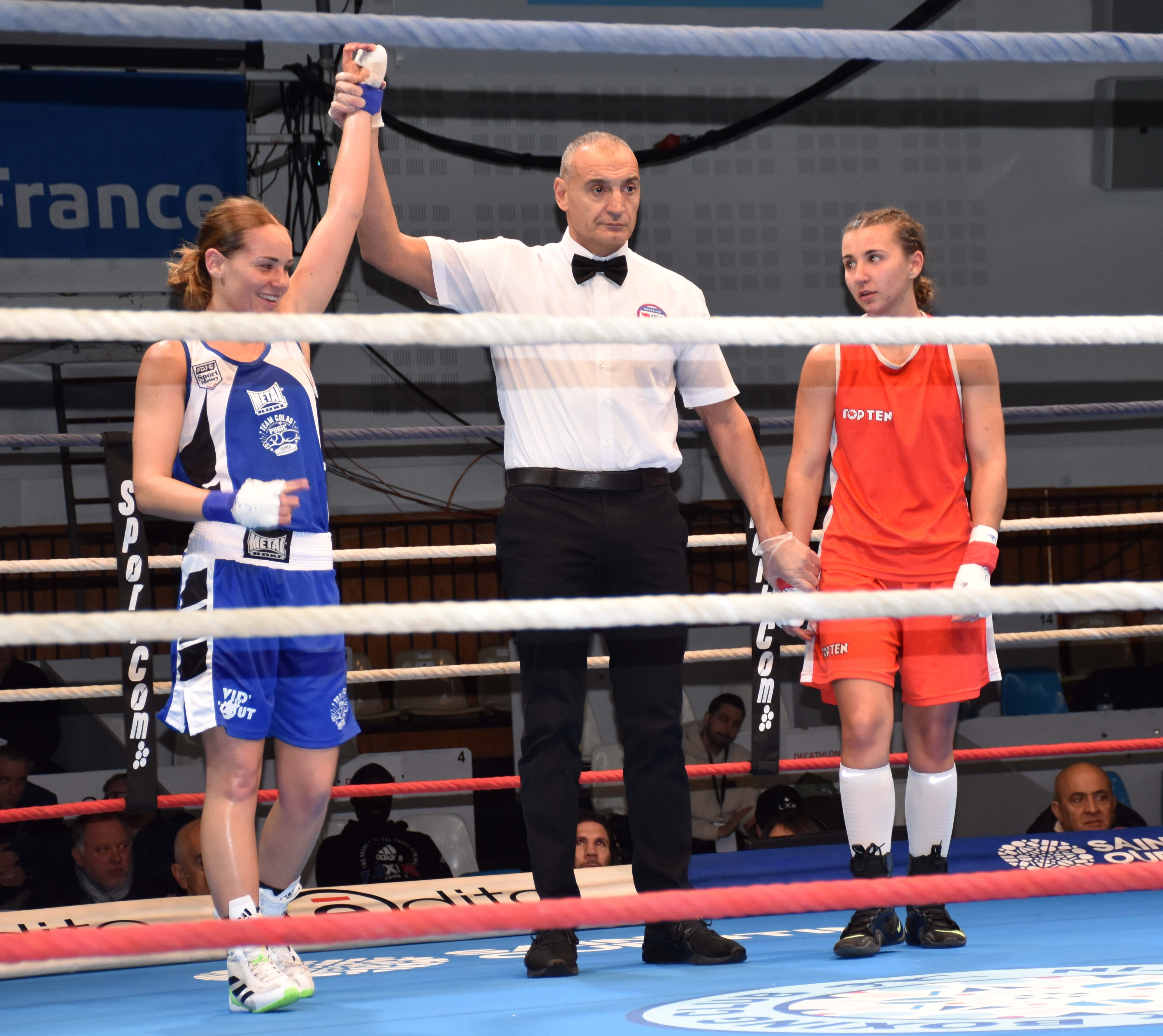
Victoire face à Cyndelle Bachelet - Saint-Quentin le 04-02-2023.

Le 4 février 2023, après sa victoire sur Cyndelle Bachelet, elle se qualifie au premier tour du tournoi de présélection pour les J.O. 2024.